# Macicki Żleb

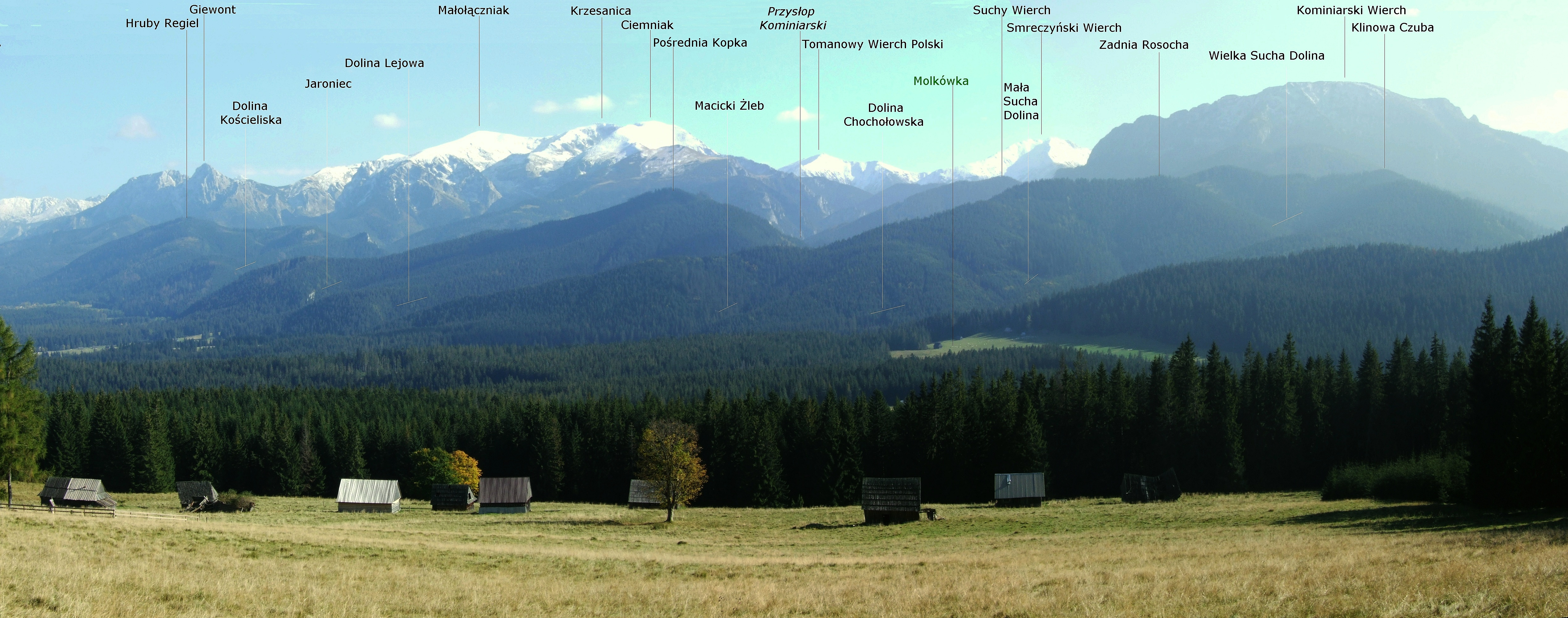
Widok z polany Koszarzyska

Macicki Żleb – wąska, żlebowata dolinka wcinająca się pomiędzy Cisową Turnię i grzbiet Kowaniec w polskich Tatrach Zachodnich. Ma wylot w górnej części Siwej Polany na wysokości około 935 m n.p.m. Przecina go zielony szlak turystyczny od polany Biały Potok do Doliny Chochołowskiej.
Macicki Żleb jest całkowicie porośnięty lasem. Jego dnem spływa niewielki ciek wodny zanikający w górnej części Siwej Polany (zwykle okresowy).